# Centrochelys burchardi
Centrochelys burchardi (лат.) — вымерший вид сухопутных черепах рода Centrochelys. Эндемик острова Тенерифе (Канарские острова).
Это была крупная черепаха, похожая на тех, что в настоящее время обитают на некоторых океанических островах, таких как Галапагосские острова в Тихом океане и Альдабра и Сейшельские острова в Индийском океане.
Самые ранние останки C. burchardi, найденные на Тенерифе, относятся к эпохе миоцена. Считается, что эта черепаха населяла остров до верхнего плейстоцена и вулканическая активность истребила их задолго до прибытия людей в голоцене. Большинство окаменелостей представляют собой кости и панцири, а также окаменелую кладку яиц, найденную в вулканической почве на юге Тенерифе, в нынешнем муниципалитете Адехе. Этот вид гигантской черепахи был описан в 1926 году Эрнстом Алем. Он был первой описанной ископаемой черепахой, эндемичной для Канарских островов.
Родственный вымерший вид черепах, Centrochelys vulcanica, известен с острова Гран-Канария. Панцирь C. burchardi была крупнее, длиной примерно от 65 до 94 см, тогда как панцирь C. vulcanica был длиной 61 см. Считается, что предки этих черепах достигли восточных островов Канорского архипелага с африканского континента и постепенно продвигались на запад через архипелаг, поскольку их размер также увеличивался, а внешний вид эволюционировал, чтобы адаптироваться к условиям островов.
На островах Лансароте и Фуэртевентура были найдены ископаемые яйца черепах; однако эти яйца еще не были должным образом описаны или названы. Вид с Фуэртевентура связывали с C. burchardi, но эта идентификация сомнительна и была оспорена.